# Kelletia kelletii
Kelletia kelletii är en snäckart som först beskrevs av Forbes 1850.  Kelletia kelletii ingår i släktet Kelletia och familjen valthornssnäckor. Inga underarter finns listade i Catalogue of Life.

## Bildgalleri

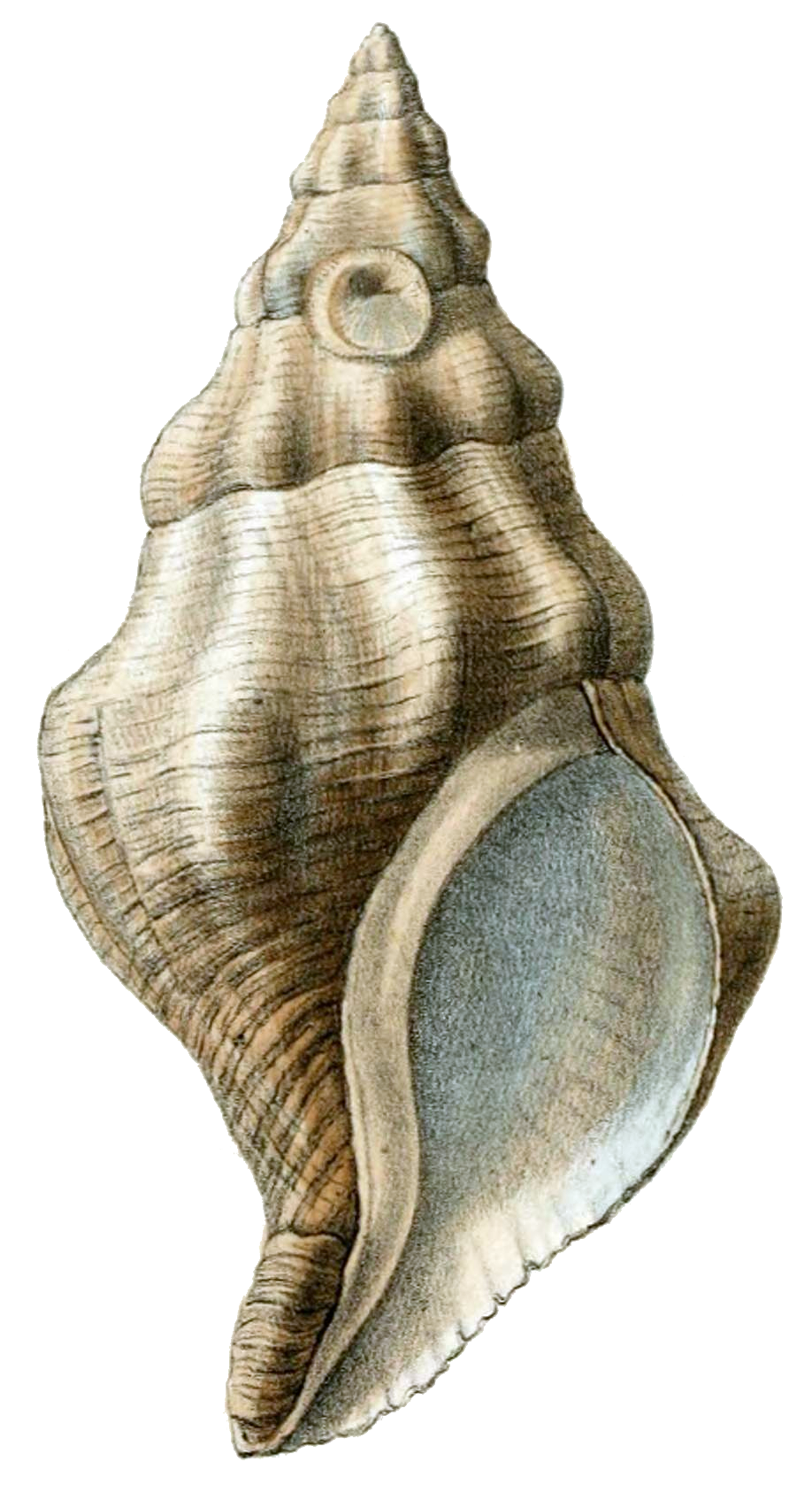
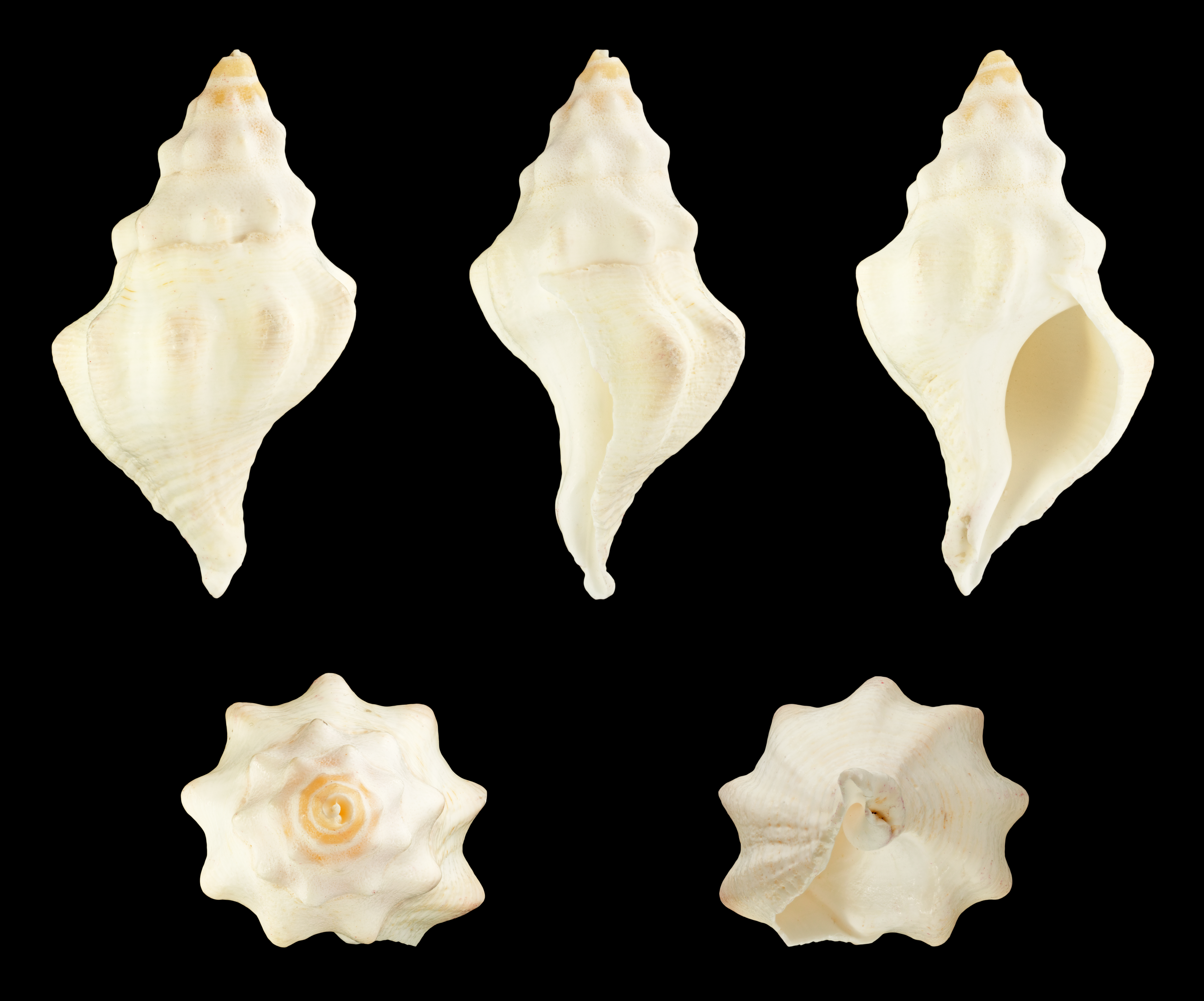
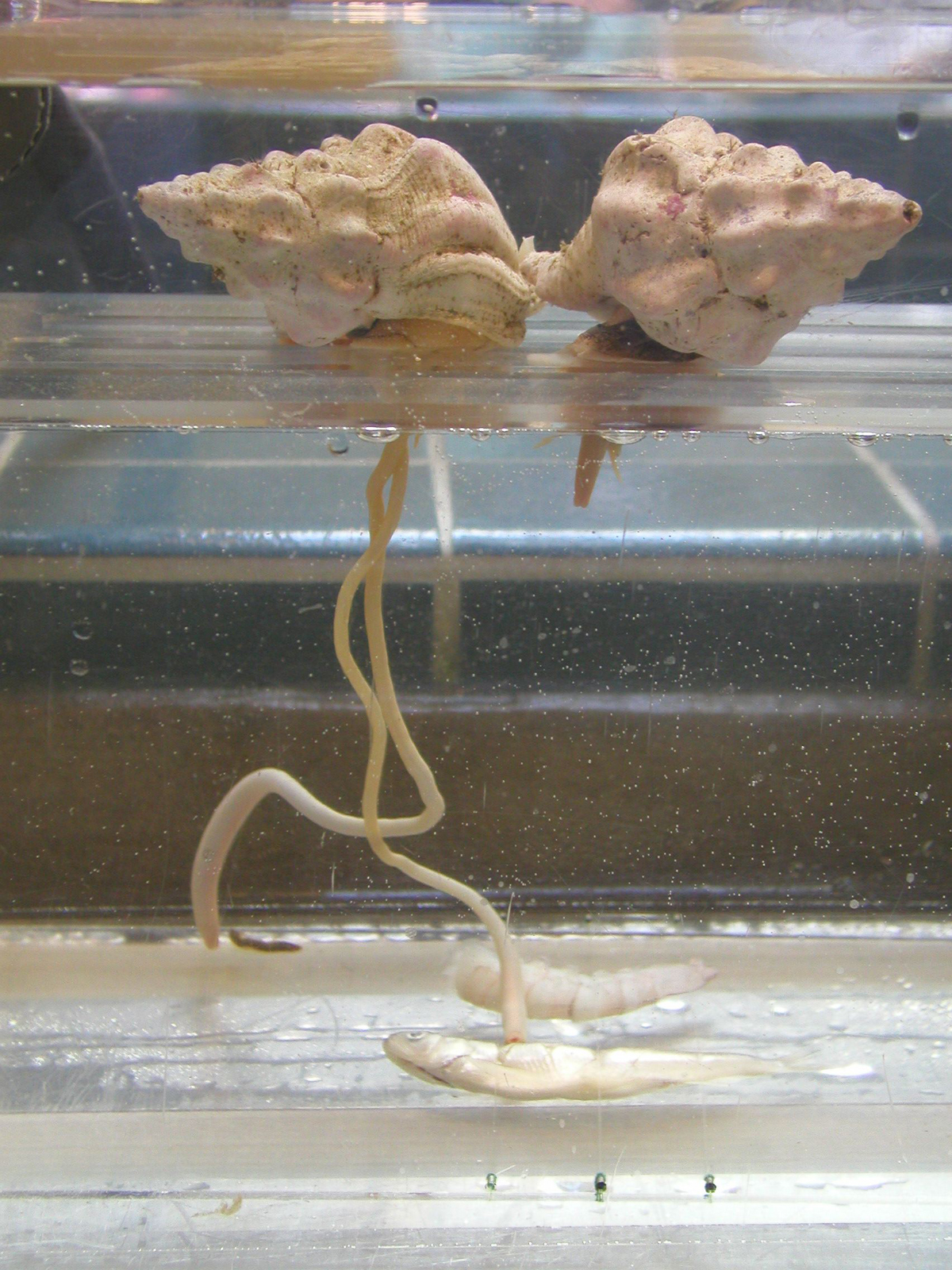
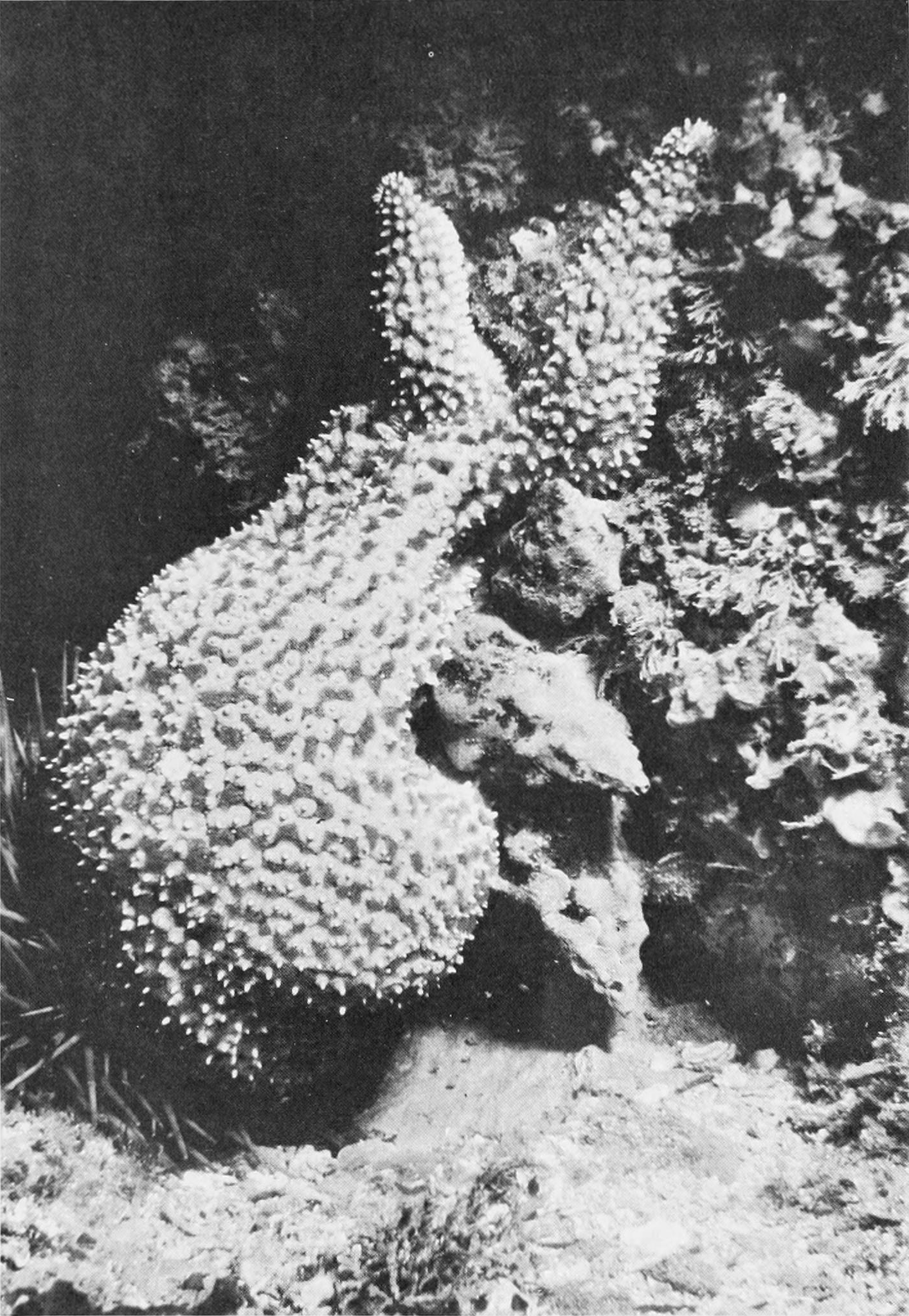
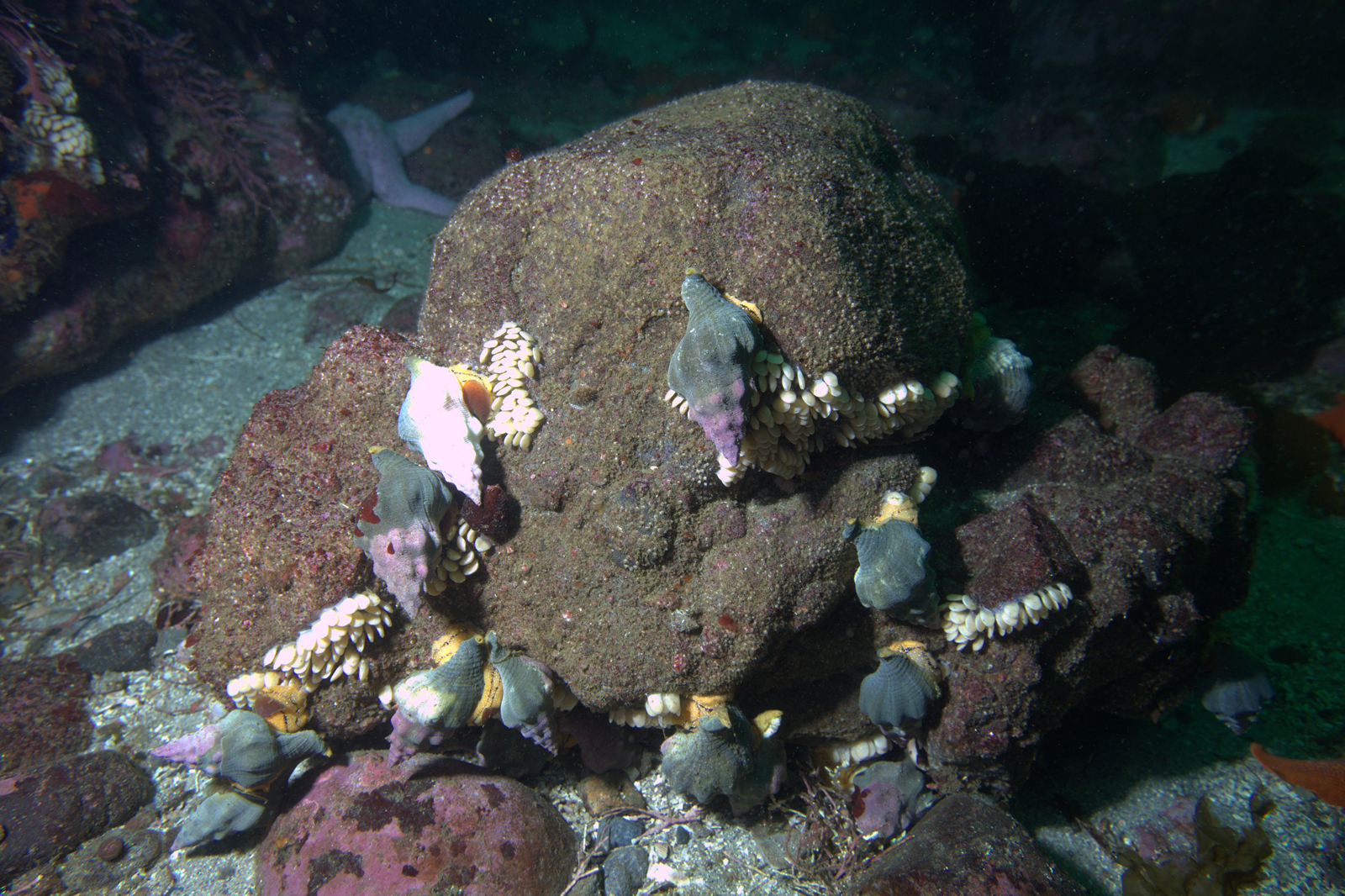
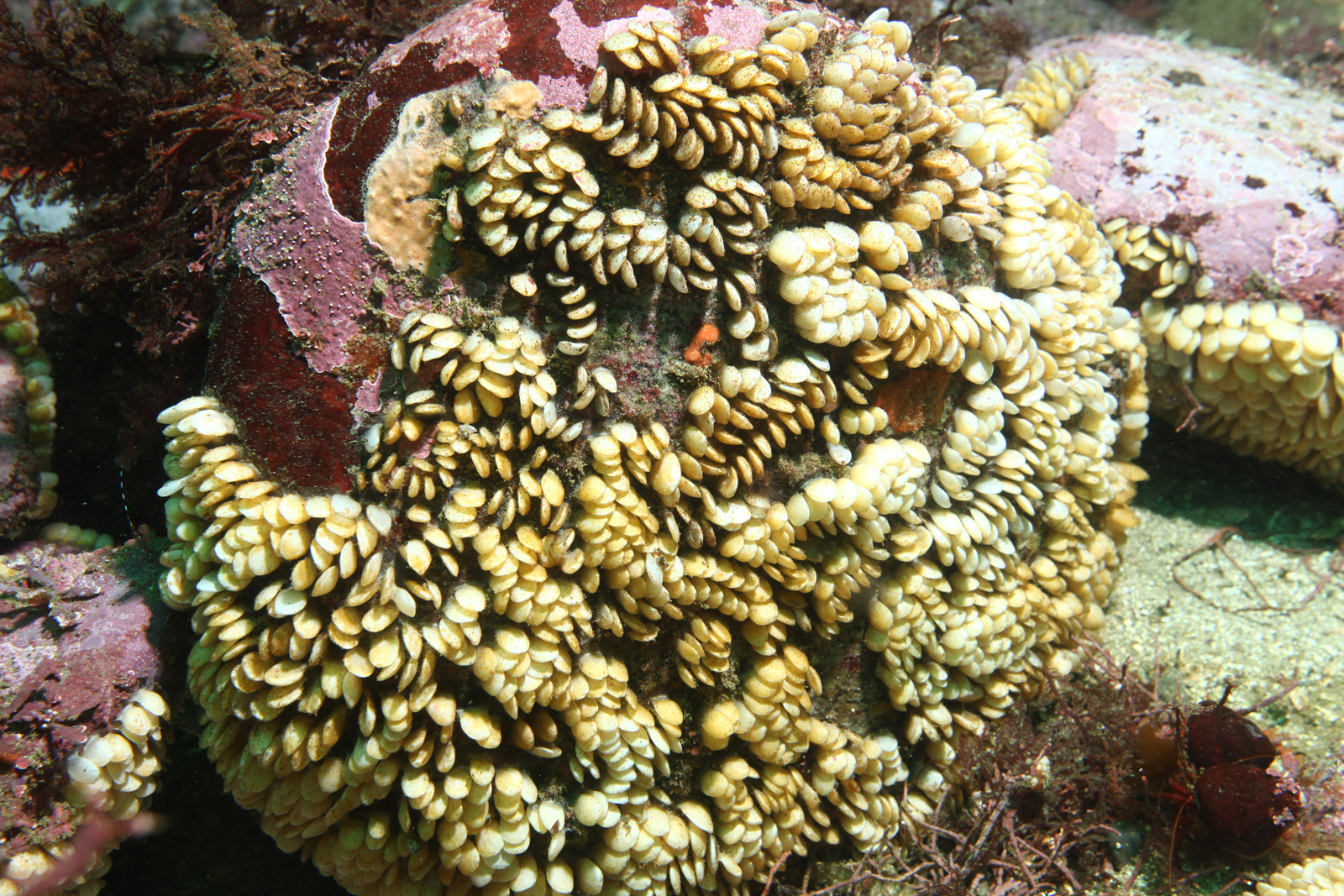